# Rathaus Plauen (Dresden)

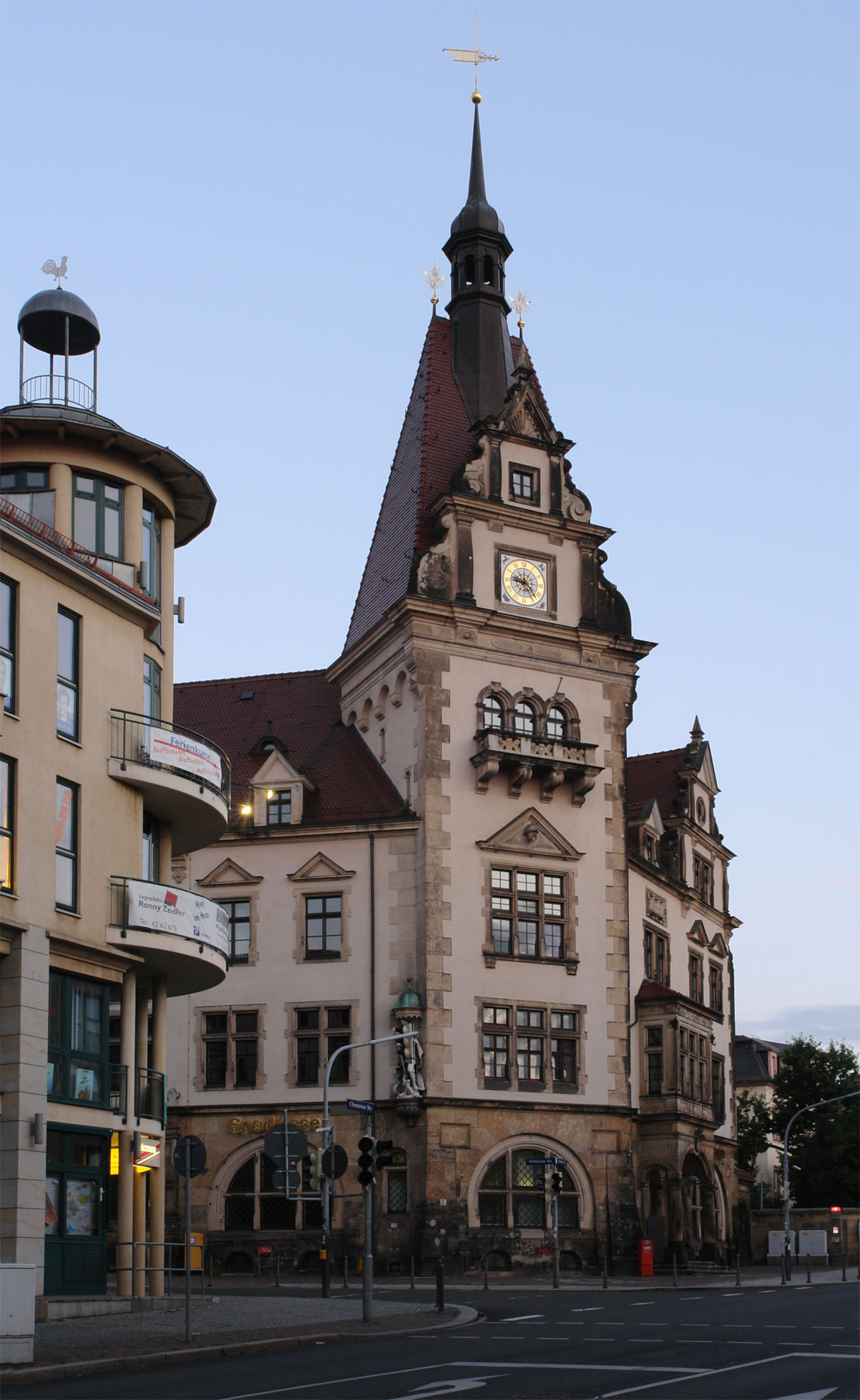
Rathaus Plauen

Das Rathaus Plauen im Dresdner Stadtteil Plauen, Nöthnitzer Straße 2, wurde 1893–1894 von der damals selbständigen Gemeinde Plauen erbaut und steht unter Denkmalschutz.

## Geschichte
Plauen entwickelte sich im 19. Jahrhundert von einer ländlichen Gemeinde zu einer Vorstadt Dresdens mit städtischer Bebauung. Mit Ansiedlung von Industrie im Tal der Weißeritz, unter anderem durch Gottlieb Traugott Bienert, dem Pächter der Hofmühle, wuchs die Bevölkerung Plauens auf mehr als 12.000 Menschen im Jahr 1900. Die wachsende Gemeinde beantragte bereits im Juni 1889 den Bau eines Rathauses. Die Genehmigung seitens der zuständigen Behörde, der Amtshauptmannschaft Dresden, erfolgte aber erst nach der Schenkung des Grundstücks an der Räcknitzer Straße, der heutigen Nöthnitzer Straße, durch Gottlieb Traugott Bienert an die Gemeinde.
Im ersten Quartal des Jahres 1892 wurde ein Architektenwettbewerb durchgeführt. Als Preisrichter fungierten die Architektur-Professoren Rudolf Heyn und Karl Weißbach sowie der auch als Fachautor bekannte Postbaurat Carl Zopff – alle drei in Dresden ansässig –, außerdem der Plauener Ingenieur Behr und der Gemeindevorsteher. Unter 116 eingesandten Entwürfen errang den 1. Preis der zweier Berliner Architekten namens Pfeiffer und Engler, der 3. Preis fiel auf den des Leipziger Architekten Paul Richter. Den Auftrag zum Bau des Rathauses erhielten jedoch die Architekten William Lossow und Hermann Viehweger in Dresden als Urheber des mit dem 2. Preis ausgezeichneten Entwurfs mit dem Kennwort 130.000 Mark, was den in den Wettbewerbsbedingungen angegebenen maximalen Baukosten entspricht. Der bis dahin wichtigste Bau von Lossow und Viehweger war das 1891–1892 erbaute Viktoriahaus, ein prächtiges Geschäftshaus an der Prager Straße – wie auch ihr Rathaus-Entwurf im Stil der Neorenaissance gehalten. 
Die feierliche Grundsteinlegung erfolgte am 23. April 1893. Von dem Plauener Baugeschäft Gebrüder Fichtner ausgeführt, ging der Bau insbesondere aufgrund großzügiger Spenden durch wohlhabende Plauener zügig voran, auch wenn die Kosten erheblich über die veranschlagte Summe hinaus anstiegen. Der Bau kostete schließlich rund 200.000 Mark und wurde am 18. Oktober 1894 eingeweiht. Die Glocken für den Rathausturm erhielt das Rathaus vom Kirchenvorstand der Plauener Kirche zugesprochen.
Bis zur Eingemeindung Plauens nach Dresden zum Jahresanfang 1903 diente das Haus als Sitz der kommunalen Verwaltung. Aber auch nach der Eingemeindung verblieben die wichtigsten Funktionen hier: die Ortskrankenkasse, die Volksbibliothek (seit 1907, dem Jahr des Abbruches des alten Schulhauses, in dem sie zunächst untergebracht war), Melde- und Standesamt, Polizei und der im Erdgeschoss befindliche Ratskeller. In Teile des Restaurants zog allerdings im Jahr 1930 die Stadtsparkasse, das Lokal wurde zum „Bräustübel“ verkleinert und erhielt einen neuen Eingang am Eckturm. Der Gastronomiebetrieb wurde 1936 ganz eingestellt und auch diese Räume von der Stadtbank genutzt. Die Bibliothek, deren Unterbringung im Rathaus wohl eine Behinderung des dienstlichen Betriebs bedeutete, konnte 1931 an einem anderen Ort untergebracht werden.
Größere Veränderungen gab es allerdings nach dem Zweiten Weltkrieg, als das Haus ab 1963 sowohl als Hort für die 55. Polytechnische Oberschule (einschließlich der entsprechenden Schlafräume) genutzt und insgesamt sechs (vor allem erste und zweite) Klassen dort untergebracht, sondern auch der zweigeschossige Sitzungssaal zur Turnhalle umfunktioniert wurde. Trotz dieser Nutzung, die bis 1991 andauerte, verfiel das Gebäude wegen mangelnden Bauunterhalts.
1992 begann die Stadt Dresden, die den Bau übernommen hatte, mit der denkmalgerechten Sanierung. Im Mai 1996 konnte die bis dahin im Gebäude Fritz-Foerster-Platz 2 befindliche Verwaltung des Ortsamts Südvorstadt ihren Betrieb im Rathaus Plauen aufnehmen, das Ortsamt wurde gleichzeitig in Ortsamt Plauen umbenannt. Heute beherbergt es den Verwaltungssitz des Stadtbezirksamts (bis 2018: Ortsamt) und ein Bürgerbüro der Stadt Dresden. Im Erdgeschoss befand sich außerdem eine Filiale der Ostsächsischen Sparkasse Dresden, die die Räume der früheren Sparkasse und die der ehemaligen Stadtbank insgesamt bis 2013 nutzte. Seit 2015 sind diese Räume das Bürgerbüro des Stadtbezirksamts. Die noch vorhandene Glocke von 1467 wurde in das Stadtmuseum Dresden überführt und ist heute die älteste Glocke der Stadt Dresden.

## Beschreibung

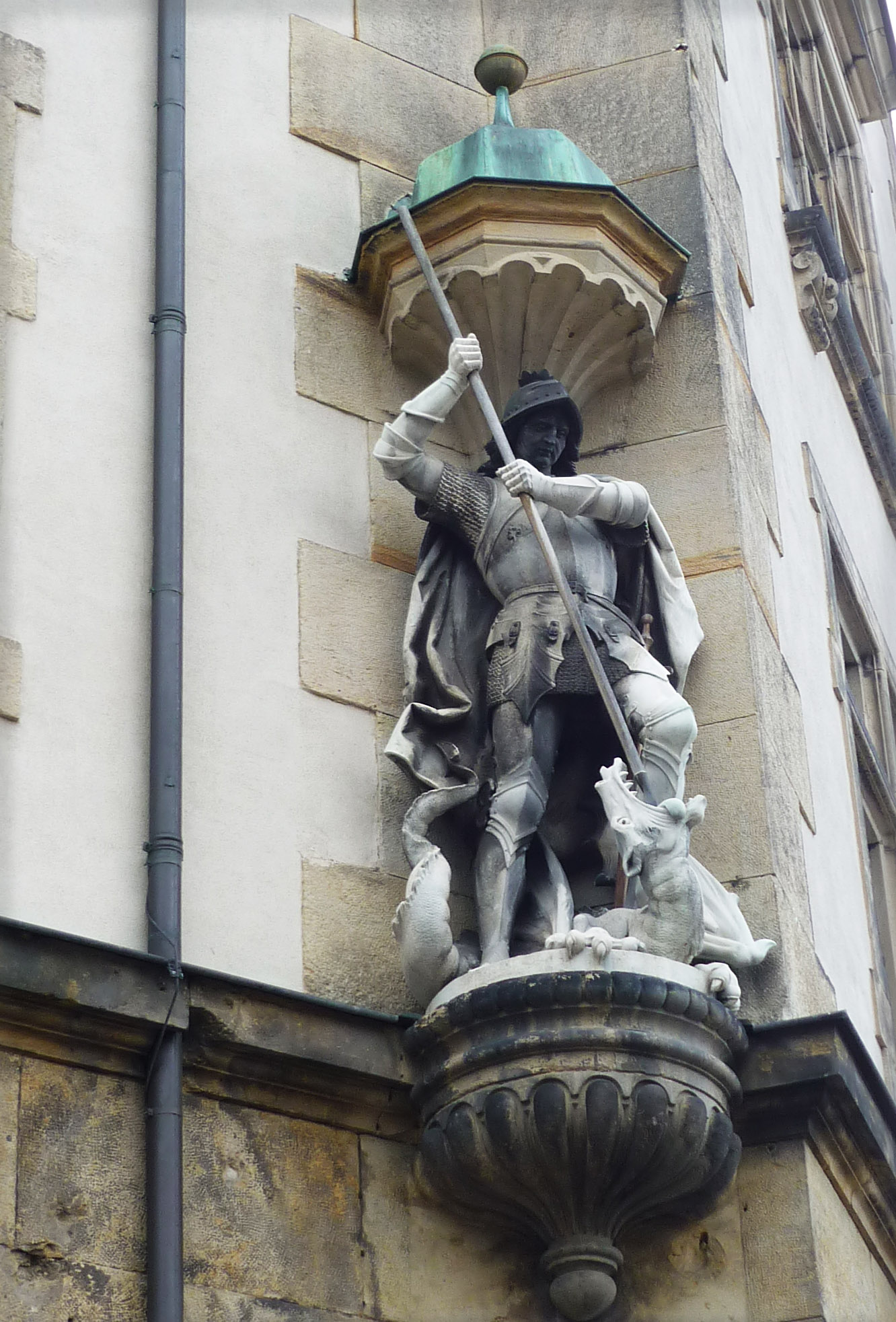
Figur des Heiligen Georg

Das dreigeschossige Gebäude steht an der Straßenecke Nöthnitzer Straße / Coschützer Straße. Die Fassade des Erdgeschosses wurde als Steinquaderfassade ausgeführt, der Rest der Fassaden ist zwischen den gliedernden Elementen aus Werkstein (Eckquaderungen, Gewände, Verdachungen, Gesimse, Konsolen usw.) verputzt. An der abgewinkelten Ecke der beiden Straßenfluchten erhebt sich ein 51 Meter hoher viergeschossiger Turm, in dessen dem gegenüberliegenden F.-C.-Weiskopf-Platz (dem früheren Dorfplatz, der 1903 den Namen Chemnitzer Platz erhielt) zugewandten Giebel eine nur über eine schmale Spindeltreppe zugängliche Turmuhr installiert ist. Darunter befindet sich in der dritten Etage des Turms ein auf vier Konsolen ruhender Balkon. Auf dem Turmhelm in Form eines steilen Walmdachs sitzt ein als Glockenstuhl ausgeführter Dachreiter, in dem bis 1993 zwei mittelalterliche Glocken (von 1467 und älter) aus der Plauener Kirche hingen.
An beiden Straßenseiten wie auch an der Schauseite des Turms befinden sich zweigeschossige, getreppte Zwerchhäuser mit Volutengiebeln. An der Nordwest-Ecke des Gebäudes sitzt ein abgewinkelter Erker, der von einem steilen, oktogonalen Helm gekrönt wird. Das Hauptportal des Rathauses liegt an der Nöthnitzer Straße. Über dem Sitznischenportal steht auf Säulen ein Erker, dessen Oberseite als Balkon für das zweite Obergeschoss dient. Hinter dem Erker liegt das Hochzeitszimmer, der Balkon war über den zweigeschossigen Sitzungssaal zu erreichen. Auch an der Coschützer Straße hat das Gebäude einen Erker über einem auf Säulen ruhenden Rundbogenportal.
An der linken Seite des Turms steht auf Höhe des ersten Obergeschosses die vom Dresdner Bildhauer Robert Henze geschaffene Figur des Heiligen Georg.
Die Innenausstattung des Rathauses ist ähnlich aufwändig wie das Äußere. Besonders hervorzuheben ist der sich über zwei Geschosse erstreckende Sitzungssaal mit seinen Wandtäfelungen, die von den Söhnen Bienerts, Theodor und Erwin, gestiftet wurden. Trotz der Nutzung als Turnhalle blieben viele Teile der Originalausstattung erhalten. Auch die ursprüngliche Ausmalung des Treppenhauses ist noch vorhanden, ebenso ein Fenster mit Glasmalereien.